# The Ragged Princess
The Ragged Princess er en amerikansk stumfilm fra 1916 af John G. Adolfi.

## Medvirkende
- June Caprice som Alicia Jones.
- Harry Hilliard som Harry Deigan.
- Richard Neill som Thomas Deigan.
- Tom Burrough som Dr. Halpern.
- Florence Ashbrooke som Mrs. Langford.